# Франц-Йозеф Беренброк
Франц-Йозеф Беренброк (нім. Franz-Josef Beerenbrock; 9 квітня 1920, Даттельн — 13 грудня 2004, Морсбах) — німецький льотчик-ас винищувальної авіації, лейтенант люфтваффе (1 вересня 1942). Кавалер Лицарського хреста Залізного хреста з дубовим листям.

## Біографія
Народився у змішаній сім'ї: батько — німець, мати — росіянка. 1 жовтня 1938 року вступив на службу в зенітну артилерію, на початку 1939 року переведений в авіацію. Після закінчення авіаційного училища в Штольпі в березні 1941 року зарахований в 12-у ескадрилью 51-ї винищувальної ескадри. Літав у парі з командиром ескадрильї Карлом-Готтфрідом Нордманном. Свої перші 2 перемоги здобув 22 червня 1941 року на Східному фронті. В липні 1941 року збив 13 радянських літаків. В серпні 1941 року переведений в штабну ескадрилью 4-ї групи своєї ескадри. 12 серпня збив свій 25-й літак, 30 серпня — відразу 3 літаки (38-40-ва перемоги). В червні-липні 1942 року здобув 26 повітряних перемог. 6 і 11 липня протягом одного дня збив по 4 літаки, а 1 серпня 1942 року — 9 літаків (загальна кількість його перемог досягла 100). В листопаді 1942 року призначений командиром 10-ї ескадрильї своєї ескадри. 9 листопада 1942 року в бою на північ від Веліжа збив 3 радянські винищувачі, але і його літак (Bf.109F-2) був підбитий. Здійснив вимушену посадку на території, контрольованій радянською армією, і був взятий у полон. Всього за час бойових дій здійснив понад 400 бойових вильотів і збив 117 радянських літаків, у тому числі 12 Іл-2. Радянські ВПС взяли на озброєння тактику ведення бою Беренброка. В грудні 1949 року звільнений. Служив у ВПС ФРН.

## Нагороди
- Нагрудний знак пілота
- Залізний хрест
  - 2-го класу (3 липня 1941)
  - 1-го класу (18 липня 1941)
- Почесний Кубок Люфтваффе (15 вересня 1941)
- Лицарський хрест Залізного хреста з дубовим листям
  - лицарський хрест (6 жовтня 1941) — за 50 перемог.
  - дубове листя (№ 108; 3 серпня 1942) — за 102 перемоги.
- Німецький хрест в золоті (17 червня 1942)
- Медаль «За зимову кампанію на Сході 1941/42»
- Авіаційна планка винищувача в золоті з підвіскою «400»